# 陳禹安
陳禹安（Yu-An Chen，1982年1月17日—）出生於臺中市北區，為台灣知名歌仔戲小生演員、女歌手、主持人，國立臺灣戲曲專科學校歌仔戲學系畢業、國立東華大學藝術創意產業研究所藝術碩士，現為臺北市藝文推廣處戲曲導師。

## 生平
陳禹安畢業於士林國小、國立復興劇藝實驗學校歌仔戲科、國立臺灣戲曲專科學校歌仔戲學系，國立臺灣戲曲專科學校畢業後任職原校歌仔戲科專任技術專業教師，並擔任臺大、政大社團指導，同時受邀至美國伯克利音樂學院演講。
之後，陳禹安攻讀國立東華大學藝術創意產業研究所取得藝術碩士（M.A.），現為臺北市藝文推廣處師資。曾在唐美雲、郭春美、許亞芬、廖瓊枝歌仔戲劇團演出中擔任要角。長期與河洛歌子戲團、李清照私人劇團感傷動作派合作，擔任首席表演者。現任李靜芳歌仔戲團年度駐團藝術家。2015年開始嘗試跨界形態演出及音樂設計。

## 獎項
- 2015年第26屆傳藝金曲獎，以《梅玉配》作品獲得最佳表演新秀獎[4]
- 2017年獲取美國洛克菲勒基金會亞洲文化協會年度獎助金[5]

## 作品
- 2000年電影《沙河悲歌》[6]
- 2003年河洛大舞台[來源請求]
- 2012年電影《龍飛鳳舞》[6]

## 外部連結
- 陳禹安國際應援會- 首頁| Facebook
- 陳禹安，及她與歌仔戲的一連串偶然 （页面存档备份，存于）
- (新闻稿). 客家新聞. 2017-05-25. （原始内容存档于2021-04-16） （中文（繁體））.
- (新闻稿). 中時電子報. 2015-03-11. （原始内容存档于2021-04-16） （中文（繁體））.
- (新闻稿). 自由時報電子報. 2014-06-17. （原始内容存档于2019-06-15） （中文（繁體））.
- , 表演藝術評論台, 2012-09-26, （原始内容存档于2021-04-16） （中文（繁體））